# Peltosaari (ö i Jämsä, Länkipohja)
Peltosaari är en ö i Finland. Den ligger i sjön Koljonselkä och i kommunen Jämsä i landskapet Mellersta Finland, i den södra delen av landet, 170 km norr om huvudstaden Helsingfors. Öns area är 8,4 hektar och dess största längd är 0,5 kilometer i nord-sydlig riktning.